# Pablo Schreiber
Pour les articles homonymes, voir Schreiber.
Pablo Schreiber est un acteur canadien né le 26 avril 1978.
Il est principalement connu pour son rôle de Nick Sobotka dans la série Sur écoute, son rôle du surveillant Mendez dans la série télévisée Orange Is the New Black et son rôle de Virgil dans la série Ironside. Il est le demi-frère de l'acteur Liev Schreiber.
Il a deux fils Timothéo et Dante.

## Filmographie

### Cinéma
- 2001 : Bubble Boy : Todd
- 2003 : The Mudge Boy : Brent
- 2004 : Les Seigneurs de Dogtown : Stecyk
- 2004 : Un crime dans la tête de Jonathan Demme : Eddie Ingram
- 2008 : Favorite Son d'Howard Libov : David
- 2008 : Nos nuits à Rodanthe (Nights In Rodanthe) de George C. Wolfe : Charlie Torrelson
- 2008 : Vicky Cristina Barcelona de Woody Allen : Ben
- 2009 : Breaking Upwards : Turner
- 2009 : Tell tale de Michael Cuesta : Bernard Cochius
- 2010 : Happythankyoumoreplease de Josh Radnor : Charlie
- 2013 : Muhammad Ali's Greatest Fight de Stephen Frears : Covert Becker
- 2014 : Preservation de Christopher Denham
- 2014 : Fort Bliss : Sergent Donovan
- 2014 : Periods.
- 2016 : 13 Hours (13 Hours: The Secret Soldiers of Benghazi) de Michael Bay : Tanto
- 2017 : Very Bad Bachelor Party (Big bear) de Joey Kern: Dude
- 2018 : First Man : Le Premier Homme sur la Lune de Damien Chazelle : James Lovell
- 2018 : Skyscraper de Rawson Marshall Thurber
- 2018 : Criminal Squad (Den of Thieves) de Christian Gudegast : Ray Merrimen
- 2019 : Contaminations (The Devil Has a Name) d'Edward James Olmos : Ezekiel
- 2022 : The King's Daughter de Sean McNamara : Dr Labarthe

### Télévision
- 2003-2008 : Sur écoute : Nickolas 'Nick' Sobotka (saison 2 et 5)
- 2003 : La Couleur du coton (TV) : Hank Spruill
- 2004 : New York, section criminelle : Ed Lang (saison 4, épisode 21)
- 2006 : New York, police judiciaire : Kevin Boatman (saison 16, épisode 17)
- 2007 : The Black Donnellys : Mitchell Carr (saison 1, épisode 10)
- 2007 : New York, section criminelle : T.J Hawkins (saison 7, épisode 7)
- 2007 : New York, unité spéciale : Daniel Koslowski (saison 8, épisode 15)
- 2008 : New York, police judiciaire : Sean Hauser (saison 19, épisode 1)
- 2008 : Dirt : Jason Konkey (saison 2, épisodes 4 - 5 - 6)
- 2008 : Fear Itself : les Maîtres de la peur : Mattingley (saison 1, épisode 5)
- 2008 : Life on Mars : Kim Trent (saison 1, épisode 2)
- 2009 : Medium : Jeremy Kiernan (saison 6, épisode 11)
- 2009 : Numb3rs : Tal Feigenbaum (saison 6, épisode 7)
- 2009 : Three Rivers : Nick (saison 1, épisode 8)
- 2010 : The Good Wife : Gregory Mars (saison 2, épisode 17)
- 2011 : Weeds : Demetri Ravitch (saison 7 et 8)
- 2011 : A Gifted Man : Anton Little Creek (saison 1)
- 2011 : Lights Out : Johnny Leary (saison 1)
- 2012 : Person of Interest : Tommy Clay (saison 1, épisode 20)
- 2012 : FBI : Duo très spécial : JB Bellmiere (saison 4, épisode 15)
- 2012 : Made in Jersey : Luke Aaronson (saison 1, épisode 1)
- 2013-2014 : New York, unité spéciale : William Lewis (saison 14, épisode 24 et saison 15, épisodes 1 - 2 - 3 - 10 - 14 - 20 - 21)
- 2013 : Ironside : Virgil (saison 1)
- 2013-2019 : Orange Is The New Black : George 'Pornstache' Mendez (19 épisodes)
- 2014 : The Brink : Zeke Tilson
- 2017 : American Gods : Mad Sweeney dit le dingue, leprechaun irlandais
- 2020 : Défendre Jacob : Neal Loguidice
- 2022–2024 : Halo : Le Major John-117
- 2022 : Candy meurtre au Texas : Allan Gore

## Voix françaises
En France
| - Tanguy Goasdoué dans (les séries télévisées) : - Sur écoute - New York, section criminelle - Made in Jersey - The Brink - David Krüger dans : - Nos nuits à Rodanthe - Lights Out (en) (série télévisée) - New York, unité spéciale (série télévisée) - Halo (série télévisée) - Nessym Guetat dans (les séries télévisées) : - A Gifted Man - Ironside - FBI : Duo très spécial - Thierry Kazazian dans (les séries télévisées) : - Dirt - Three Rivers - Thomas Roditi dans (les séries télévisées) : - Weeds - Défendre Jacob - Valentin Merlet dans : - 13 Hours - Criminal Squad | Et aussi - Fabien Briche dans Bubble Boy - Mark Lesser dans American Wives (série télévisée) - Xavier Béja dans The Good Wife (série télévisée) - Damien Boisseau dans Person of Interest (série télévisée) - Antoine Nouel dans Muhammad Ali's Greatest Fight (téléfilm) - Mathieu Moreau dans Orange Is the New Black (série télévisée) - Boris Rehlinger dans American Gods (série télévisée) - Xavier Fagnon dans Skyscraper - Lionel Tua dans First Man : Le Premier Homme sur la Lune - Marc Weiss dans Candy : Meurtre au Texas (mini-série) |